# Logograph (Geschichte)
Der Begriff Logograph (altgriechisch λογογράφος logográphos) wurde von dem antiken griechischen Geschichtsschreiber Thukydides gebraucht (Thukydides 1, 21), der damit in abwertender Absicht seine Vorgänger bezeichnete. Von dem Altphilologen Friedrich Creuzer wurde diese Bezeichnung Mitte des 19. Jahrhunderts in die Wissenschaft eingeführt und bezeichnete in der Geschichtswissenschaft lange Zeit die frühesten griechischen Geschichtsschreiber vor Herodot, der als „Vater der Geschichtsschreibung“ gilt. 
In der modernen Forschung wird auf die Problematik des Begriffs Logograph(en) hingewiesen, der aus mehreren Gründen für die frühen griechischen Geschichtsschreiber besser nicht verwendet werden sollte. Denn Thukydides benutzte den Terminus an der genannten Stelle allgemein für Prosaschreiber und schließt Herodot keineswegs aus dieser Gruppe aus, sondern übt dort scharfe Kritik. Des Weiteren wird darauf hingewiesen, dass eine weitere oft herangezogene Charakterisierung, die sich bei Dionysios von Halikarnassos findet, unpassend ist. Dionysios führt einen Katalog von historischen Schriftstellern vor Thukydides auf (siehe unten), nennt diese jedoch eben nicht Logographen. Vor allem aber stellen diese Autoren keine geschlossene Gruppe dar, sondern verfassten ganz unterschiedliche Werke, etwa über mythische, historische oder landeskundliche Themen. 

## Hekataios von Milet
Hekataios von Milet (um 560/550 bis ca. 480 v. Chr.), der in der direkten Nachfolge zu Anaximander von Milet (um 611 bis ca. 547 v. Chr.) stand, wenn er ihn auch persönlich nie kennengelernt hat, gilt als Hauptvertreter der sogenannten Logographen. Er verfasste eine Weltkarte mit eingehender Erdbeschreibung in zwei Büchern (altgriechisch Περιήγησις γῆς Periēgesis gēs).
Für seine Periegese sammelte Hekataios Reiseberichte und versuchte, diese sachlich auszuwerten. In seiner Periegese finden sich ferner landeskundliche Beschreibungen: „Hekataios behauptet in seiner Beschreibung Europas, die Paioner tränken Bier aus Gerste und [ein Getränk namens] Parabie aus Hirse und Dürrwurz“ (F 154), was er wohl auch aus irgendeinem Reisebericht erfahren hat. Die Periegese war ein außerordentlich materialreiches und literarisch offenbar anspruchsloses Werk, das die Entgöttlichung der Himmelserscheinungen und die nüchterne Orientierung seines Denkens an menschlichen Erfahrungen zeigt. 
Sein zweites Werk geht noch einen gewaltigen Schritt weiter in Richtung Geschichtsschreibung. Es wird meistens als Genealogiai (altgriechisch Γενεαλογίαι), manchmal als Historiai (altgriechisch Ἱστορίαι) bezeichnet. Sein Proöm lautet: „Hekataios von Milet verkündet folgendes: Dies schreibe ich, wie es mir wahr zu sein scheint. Denn die Erzählungen der Griechen sind viele und lächerliche, wie sie mir erscheinen.“ Dies gilt nach Otto Lendle als eigentliche Keimzelle der griechischen Historiographie. Hekataios nahm die alten Sagen und untersuchte sie. Er vermenschlichte: In einem Mythos, in dem ein dreiköpfiger Geryones vorkam, wurde dieser bei Hekataios zu einem normalen menschlichen König. Er mäßigte: „Hekataios schreibt folgendes: ,Aigyptos selbst kam nicht nach Argos, aber seine Söhne, wie Hesiod gedichtet hat, fünfzig, wie ich [meine], nicht einmal zwanzig.“ Hier wendete Hekataios das Kriterium des gesunden Menschenverstandes an: So viele Kinder hat kein Mensch. 
In die Theogonie des Hesiod versuchte er Ordnung zu bringen. Hekataios beabsichtigte die alten Geschichten zu entmythologisieren. Um so weit zu kommen, musste sich erst einmal die rationale Weltsicht entwickeln.

## Weitere sogenannte Logographen
Weitere sogenannte „Logographen“ wie Akusilaos aus Argos, Pherekydes von Athen, Xanthos der Lyder, Antiochos von Syrakus sammelten lokale Erzählungen und Sagen und waren um eine stärkere Systematisierung des Stoffes bemüht. Von den Werken dieser Autoren ist nur ein Bruchteil erhalten; es handelt sich dabei um sogenannte Fragmente, die vor allem in Form von Zitaten bei späteren Autoren vorliegen. Der Grund für das Verschwinden so vieler Werke ist damit zu erklären, dass sie in der damaligen Zeit zu uninteressant erschienen, um abgeschrieben zu werden.
Dionysios von Halikarnassos (de Thucydide, Kapitel 5) zählt die berühmtesten Geschichtsschreiber vor Thukydides auf. Sie sind in der folgenden unvollständigen Liste derjenigen Geschichtsschreiber, die in der Geschichtsschreibung üblicherweise, wenngleich nicht präzise, zu den sogenannten „Logographen“ (oder besser gesagt: zu den älteren griechischen Geschichtsschreibern) gerechnet werden, mit einem Sternchen (*) markiert:
- Akusilaos von Argos
- Antiochos von Syrakus
- Kadmos von Milet*, Sohn des Pandion, laut manchen antiken Texten der früheste der Logographen, vielleicht ahistorisch
- Charon von Lampsakos*
- Damastes von Sigeion
- Hekataios von Milet*
- Hellanikos von Lesbos*
- Hippys* und Glaukos*, beide aus Rhegium
- Ion von Chios
- Melesagoras* von Chalkedon
- Pherekydes von Athen*
- Stesimbrotos von Thasos
- Xanthos der Lyder